# Stéphane Bahoken
Pour les articles homonymes, voir Bahoken.
Stéphane Bahoken, né le 28 mai 1992 à Grasse (Alpes-Maritimes), est un footballeur franco-camerounais
,  international camerounais qui évolue au poste d'attaquant. Après avoir été formé à l'OGC Nice et avoir principalement joué au RC Strasbourg et au Angers SCO, il joue depuis 2018 au Kayserispor en première division turque.
Son père, Paul Bahoken, a été international camerounais dans les années 1980.

## Biographie

### En club
Stéphane Bahoken commence la pratique du football à l'Asptt Grasse-Plascassier. Il arrive au centre de formation de l'OGC Nice en 2004, à l'âge de 13 ans. 
Il réalise sa première apparition en Ligue 1 le 29 mai 2011, lors de la dernière journée de championnat face à Valenciennes. Il entre sur le terrain à la 79e minute de jeu en remplacement de Julien Sablé. Le 25 mai 2012, il signe son premier contrat professionnel d'une durée de trois ans en faveur de l'OGC Nice.
Sa première partie de saison 2012-2013 est compliquée. En octobre 2012, il est victime d'une fracture du péroné à l'entraînement qui le tient éloigné des terrains durant plusieurs mois. Lorsqu'il reprend avec la réserve niçoise, il prend un carton rouge suivi de trois matchs de suspension : "Après un cafouillage, l’arbitre a cru que je l’ai insulté et j’ai été suspendu pour un fait que je n’ai pas commis". Enfin, le 31 janvier, dans les dernières heures du mercato, il est fortement pressenti en prêt au Havre (L2), mais l'affaire capote au tout dernier moment.
Sa deuxième partie de saison 2012-2013 est plus reluisante. Le 10 mars 2013, il ouvre son compteur but en Ligue 1, en inscrivant un doublé face au club de Montpellier.
Le 30 août 2013, il est prêté sans option d'achat à Saint Mirren. Rarement titularisé en Écosse, l'OGC Nice fait revenir le jeune attaquant lors du mercato d'hiver dans l'optique de le prêter au CA Bastia, club de Ligue 2, pour le reste de la saison mais le prêt est invalidé par la LFP. Stéphane Bahoken est alors contraint de reprendre la direction de l'Écosse.
Le 29 juillet 2014, l'OGC Nice et le Racing Club de Strasbourg Alsace se mettent d'accord pour son transfert : il signe alors un contrat de deux ans avec le club alsacien. Remplaçant au coup d'envoi, il marque son premier but en championnat lors du derby contre le SR Colmar du pied gauche le 6 septembre 2014. Le match se finit sur le score de 3-3. Il marque lors de la 11e et 12e journée un but contre Avranches le 31 octobre mais n'empêche pas la défaite de son équipe 2-1 et contre le Red Star le 7 novembre. Lors de la phase aller, il prend part à treize rencontres dont neuf comme titulaire. Il inscrit trois buts et fait une passe décisive.
Depuis l'année 2016, les supporters du RCSA ont un chant en son honneur,.
Lors de la saison 2016-2017 qui voit le RCSA retrouver la Ligue 2, il prend part à 36 matches toutes compétitions confondues et inscrit 7 buts, tous en championnat. Il fait partie des principaux acteurs de la montée en Ligue 1 à l'issue de la saison.
Bahoken démarre dans un premier temps la saison 2017-2018 en tant que remplaçant. Il s'impose progressivement comme titulaire à partir du mois de novembre, connaissant sa première titularisation face au Stade rennais le 18 novembre où il inscrit son premier but de la saison en championnat.
Le 8 juin 2018, il s'engage pour un contrat de quatre ans avec le club Angers SCO.
Au mois d'octobre 2020, Bahoken est maintenu dans l'effectif angevin malgré ses problèmes judiciaires qui ont entraîné une garde à vue quelques jours plus tôt.

### En équipe nationale
Stéphane Bahoken est appelé en équipe du Cameroun espoirs pour disputer les qualifications de la Coupe d'Afrique des nations junior 2011.
Ayant le choix entre la France ou le Cameroun il affirme dès 2014 sa préférence pour son pays d'origine, notamment du fait que son père est un ancien international. C'est ainsi qu'en mars 2018 grâce à ses bonnes performances en club, il intéresse la Fédération Camerounaise. Il participe donc à une réunion avec le président de la Fécafoot Dieudonné Happi, Samuel Eto'o et d'autres joueurs dans le but d'intégrer l'équipe nationale.
Il connait par la suite sa première sélection le 25 mars 2018 lors d'un match amical contre le Koweït (victoire 3-1) en rentrant en jeu à la place de Christian Bassogog. Puis il marque son premier but sous le maillot des Lions indomptables le 8 septembre 2018 en égalisant face aux Comores (1-1) pour les éliminatoires de la CAN 2019.

### Affaires judiciaires
En septembre 2020, alors qu'il évolue à Angers, Bahoken est placé en garde à vue dans les locaux de la gendarmerie de la ville pour violences conjugales envers sa compagne, cette dernière décrivant des bousculades et des insultes,. Il est condamné à quatre mois de prison avec sursis et 2 000 euros d'amende, peine qui s'ajoute à un délit routier commis en août. Bahoken a franchi une ligne blanche et s'en est pris à un automobiliste qui s'avère être un policier, pas en service au moment des faits. Cette affaire lui vaut trois mois de sursis et 6 750 euros d'amende.

## Statistiques
| Saison                | Club                   | Championnat           | Championnat | Championnat | Coupe nationale | Coupe nationale | Coupe de la Ligue | Coupe de la Ligue | Compétition(s) continentale(s) | Compétition(s) continentale(s) | Compétition(s) continentale(s) | Total | Total |
| Saison                | Club                   | Division              | M.          | B.          | M.              | B.              | M.                | B.                | Comp.                          | M.                             | B.                             | M.    | B.    |
| 2010-2011             | OGC Nice B             | CFA 2                 | 7           | 0           | -               | -               | -                 | -                 | -                              | -                              | -                              | 7     | 0     |
| 2011-2012             | OGC Nice B             | CFA 2                 | 6           | 2           | -               | -               | -                 | -                 | -                              | -                              | -                              | 6     | 2     |
| 2012-2013             | OGC Nice B             | CFA 2                 | 4           | 4           | -               | -               | -                 | -                 | -                              | -                              | -                              | 4     | 4     |
| 2013-2014             | OGC Nice B             | CFA                   | 1           | 1           | -               | -               | -                 | -                 | -                              | -                              | -                              | 1     | 1     |
| Sous-total            | Sous-total             | Sous-total            | 18          | 7           | -               | -               | -                 | -                 | -                              | -                              | -                              | 18    | 7     |
| 2010-2011             | OGC Nice               | Ligue 1               | 1           | 0           | -               | -               | -                 | -                 | -                              | -                              | -                              | 1     | 0     |
| 2011-2012             | OGC Nice               | Ligue 1               | 5           | 0           | 1               | 0               | -                 | -                 | -                              | -                              | -                              | 6     | 0     |
| 2012-2013             | OGC Nice               | Ligue 1               | 10          | 2           | -               | -               | 1                 | 0                 | -                              | -                              | -                              | 11    | 2     |
| Sous-total            | Sous-total             | Sous-total            | 16          | 2           | 1               | 0               | 1                 | 0                 | -                              | -                              | -                              | 18    | 2     |
| 2013-2014             | Saint Mirren FC (prêt) | Premiership           | 5           | 0           | -               | -               | -                 | -                 | -                              | -                              | -                              | 5     | 0     |
| Sous-total            | Sous-total             | Sous-total            | 5           | 0           | -               | -               | -                 | -                 | -                              | -                              | -                              | 5     | 0     |
| 2014-2015             | RC Strasbourg          | National              | 27          | 4           | 5               | 3               | -                 | -                 | -                              | -                              | -                              | 32    | 7     |
| 2015-2016             | RC Strasbourg          | National              | 30          | 6           | 3               | 0               | -                 | -                 | -                              | -                              | -                              | 33    | 6     |
| 2016-2017             | RC Strasbourg          | Ligue 2               | 30          | 7           | 4               | 0               | 2                 | 0                 | -                              | -                              | -                              | 36    | 7     |
| 2017-2018             | RC Strasbourg          | Ligue 1               | 26          | 7           | 4               | 1               | 2                 | 1                 | -                              | -                              | -                              | 32    | 9     |
| Sous-total            | Sous-total             | Sous-total            | 113         | 24          | 16              | 4               | 4                 | 1                 | -                              | -                              | -                              | 133   | 29    |
| 2018-2019             | Angers SCO             | Ligue 1               | 32          | 11          | 1               | 0               | -                 | -                 | -                              | -                              | -                              | 33    | 11    |
| 2019-2020             | Angers SCO             | Ligue 1               | 20          | 4           | 3               | 2               | 1                 | 1                 | -                              | -                              | -                              | 24    | 7     |
| 2020-2021             | Angers SCO             | Ligue 1               | 30          | 6           | 3               | 1               | -                 | -                 | -                              | -                              | -                              | 33    | 7     |
| 2021-2022             | Angers SCO             | Ligue 1               | 12          | 2           | 0               | 0               | -                 | -                 | -                              | -                              | -                              | 12    | 2     |
| Sous-total            | Sous-total             | Sous-total            | 94          | 23          | 7               | 3               | 1                 | 1                 | -                              | -                              | -                              | 102   | 27    |
| Total sur la carrière | Total sur la carrière  | Total sur la carrière | 242         | 55          | 24              | 7               | 6                 | 2                 | -                              | -                              | -                              | 272   | 64    |

## Palmarès
Sous les couleurs du Racing Club de Strasbourg Alsace, Bahoken remporte le championnat de National en 2016 puis la Ligue 2 l'année suivante.